# 히다이치노미야역
히다이치노미야역(일본어: 飛騨一ノ宮駅)은 일본 기후현 다카야마시에 있는 도카이 여객철도 다카야마 본선의 역이다. 단선 · 섬식의 형태를 합친 복합 구조의 철도 역사이며, 다카야마역 관리의 무인역이다.

## 타는 곳
| 1 | ■ 다카야마 본선 | 상행        | 기후 · 게로 방면       |  |  |
| 2 | ■ 다카야마 본선 | 하행        | 다카야마 · 도야마 방면 |  |  |
| 3 | 예비 승강장     | 예비 승강장 | 예비 승강장            |  |  |

## 역 주변
- 국도 제41호선
- 스미토모 오사카 시멘트 히다이치노미야 서비스 스테이션

## 인접 정차역
| 도카이 여객철도 다카야마 본선 | 도카이 여객철도 다카야마 본선 | 도카이 여객철도 다카야마 본선 |
| ----------------------------- | ----------------------------- | ----------------------------- |
| 구구노 기후 방면              | ■ 보통                        | 다카야마 이노타니 방면        |